# آب‌باریک (دهگلان)
آب‌باریک (دهگلان)، روستایی از توابع بخش مرکزی شهرستان دهگلان در استان کردستان ایران است.

## جمعیت
این روستا در دهستان حومه دهگلان قرار دارد و براساس سرشماری مرکز آمار ایران در سال ۱۳۸۵، جمعیت آن ۳۶۷ نفر (۸۰خانوار) بوده‌است.